# قلعة النويرة (الرجم)

تعديل مصدري - تعديل

قلعة النويرة هي إحدى قرى عزلة الجرادي بمديرية الرجم التابعة لمحافظة المحويت، بلغ تعداد سكانها 367 نسمة حسب تعداد اليمن لعام 2004.